# Phaegoptera albimacula
Phaegoptera albimacula là một loài bướm đêm thuộc phân họ Arctiinae, họ Erebidae.